# Благуш
Благуш (словен. Blaguš) — поселення в общині Светий Юрій-об-Щавниці, Помурський регіон, Словенія. Висота над рівнем моря: 234,5 м.